# Anton Källberg
Anton Sten Anders Källberg, född 17 augusti 1997 i Sollentuna församling, Stockholms län, är en svensk bordtennisspelare. Han spelar för närvarande för Borussia Düsseldorf i Tyskland.

## Karriär
Källberg har tidigare spelat i klubbar i Borlänge och Söderhamn. År 2014 började han spela i TTC Ruhrstadt Herne i andradivisionen i Tyskland, samtidigt som han tränade tillsammans med TTF Ochsenhausen i förstadivisionen.
Vid ungdoms-EM 2014 vann han singel och dubbel samt tog brons med det svenska laget. I juli 2015 blev han europeisk ungdomsmästare i singel i Bratislava. I september samma år gick han upp till topp 100 på världsrankningen för första gången och nådde 54:e plats i slutet av året. I början av säsongen 2015/16 gick han med i TTC Hagen och blev under säsongen en av klubbens bästa spelare. I ligan slutade han på en nionde plats i slutet av säsongen. Under säsongen 2016/17 tecknade Källberg ett kontrakt med Borussia Düsseldorf, för vilka han uppnådde ett av de bästa resultaten i ligan. År 2017 blev han svensk mästare i singel. Anton Källberg var också en del av det vinnande laget i lag-EM i bordtennis i Malmö 2023. Det var då första gången på hela 21 år som Sverige stod som segrare i lagsammanhang i bordtennis. I Sveriges lag ingick även Truls Möregårdh, Mattias Falck, Kristian Karlsson och Jon Persson. Jörgen Persson var förbundskapten.
Källberg deltog vid olympiska sommarspelen 2024, i singel vann han en match innan han förlorade sin andra match i turneringen och åkte ut. Källberg deltog också i lagtävlingen där Sverige vann silver efter att ha förlorat mot Kina med 0-3 i finalen. I semifinalen mot Japan var det Källberg som fullbordade Sveriges vändning från 0-2 till 3-2 genom att själv vända den avgörande singelmatchen mot Tomokazu Harimoto från 0-2 till 3-2 i set. 

### Familj
Anton Källberg kommer från en bordtennisfamilj. Båda föräldrarna är aktiva, och hans yngre syster Christina tävlade också för Sverige i bordtennis vid olympiska sommarspelen 2020 och 2024.